# Franz Zerhau
Franz Zerhau (10. července 1864, Horní Město–?) byl matematik, učitel a ředitel německé státní vyšší reálky v Olomouci.

## Život
Franz Zerhau v roce 1884 odmaturoval na brněnské reálce a poté studoval dva roky na brněnské technice. Dne 14. října 1889 byl jmenován asistentem matematiky do konce školního roku 1890/91. V dubna 1890 byl pověřen suplováním přednášek za nemocného profesora Franze Xavera Unferdingera a tuto výuku vykonával až do jmenování Oskara Peithnera von Lichtenfalse v říjnu toho roku. Na brněnské technice tak Zerhau působil až do svého jmenování na reálce v Hustopečích v roce 1893.
Během doby, kdy byl asistentem matematiky na brněnské technice, vykonal Zerhau v říjnu roku 1891 zkoušku učitelské způsobilosti z matematiky a fyziky a ve školním roce 1891/92 absolvoval zkušební rok na státní vyšší reálce v Brně. Od října roku 1892, tedy stále ještě v době působení na brněnské technice, Zerhau suploval na zemské reálce v Brně. 30. září roku 1893 byl jmenován skutečným učitelem na zemské nižší reálce v Hustopečích. Není známo, jak dlouho Zerhau v Hustopečích působil, ale na počátku 20. století lze nalézt jeho jméno mezi učiteli reálky v Jihlavě. Od školního roku 1905/06 učil na německé reálce v Brně. 26. září 1912 byl jmenován císařem Františkem Josefem I. ředitelem německé státní vyšší reálky v Olomouci. Na této škole působil ještě po 1. světové válce. O konci jeho života nejsou dochovány žádné záznamy.